# Парра, Адальберто
Адальберто Парра (исп. Adalberto Parra) (1956) — мексиканский актёр.

## Биография
Родился в 1956 году. В мексиканском кинематографе дебютировал в 1976 году и с тех пор снялся в 51 работе в кино и телесериалах. Дважды номинирован на премию TVyNovelas. В 2010 году отпраздновал 25-летие своей творческой деятельности.

## Фильмография

### Избранные телесериалы
- 1985—2007 — «Женщина, случаи из реальной жизни»
- 1990 — «Ничья любовь» — Балтасар
- 1993 — «Дикое сердце» — капитан Эспиндола
- 1997 — «Ад в маленьком городке» — Гуадалупе Тибурсио
- 1998 — «Узурпаторша»
- 2002-03 — «Таковы эти женщины» — доктор Кастро
- 2003 — «Истинная любовь» — Дельфино Перес
- 2003-04 — «Полюбить снова»
- 2007 —
  - «Гроза в раю» — Накук
  - «Чистая любовь» — Мелитон
- 2007-08 — «Огонь в крови» — доктор Брухо
- 2008 —
  - «Женщины-убийцы» — лейтенант Луис Флорес
  - «Завтра — это навсегда» — Рене Мансанарес
- 2008-н. в. — «Роза Гваделупе» — Виктор
- 2009-10 — «Очарование» (ремейк телесериала «Никто кроме тебя») — Эрик Диес
- 2010 — «Сакатильо, место в твоём сердце» — Лоренсо
- 2011-н. в. — «Как говорится» — Барбас
- 2013 — «Буря» — Вальдивия
- 2014-15 — «Я не верю в мужчин» — Хасинто
- 2016-17 — «Кандидатка» — Мауро